# Mycetophila longipennis
Espèce
Mycetophila longipennis est une espèce fossile d'insectes diptères de la famille des Mycetophilidae (littéralement « amis des champignons »).

## Classification
L'espèce Mycetophila longipennis est décrite en 1937 par le paléontologue français Nicolas Théobald (1903-1981),.

### Une collection de l'Oligocène de France
L'holotype est un échantillon M33 des collections de l'Institut géologique de Lyon provenant du gypse d'Aix-en-Provence et conservé au Muséum de Marseille.

### Confirmation du genre
Le genre est confirmé en 2021 par les entomologistes brésiliens Sarah Siqueira Oliveira (d) et Dalton De Souza Amorim (d),.

## Description

### Caractères
Diagnose de Nicolas Théobald en 1937, : 

« Insecte noirâtre, assez bien conservé, couché sur le côté. Se rapproche beaucoup de M. confusa, mais en diffère par les ailes qui dépassent largement l'abdomen. Les fémurs aussi sont relativement plus longs. Se rapproche de M. cf pallipes par la longueur des ailes, mais l'abdomen est de conformation différente. Les tibias sont armés comme dans M. confusa. ».

### Dimensions
La longueur totale est de 4,2 mm ; la longueur des ailes est de 3,75 mm.

## Biologie
« Le genre Mycetophila est un genre cosmopolite, vivant dans les bois, ses larves se nourrissent de champignons. ».

## Galerie
- Quelques espèces sœurs vivantes du genre Mycetophila.
- Mycetophila abiecta.
- Mycetophila curviseta.
- Mycetophila fungorum.
- Mycetophila ichneumonea.
- Mycetophila ocellus.
- Mycetophila unipunctata.

### Publication originale
- [1937] Nicolas Théobald, « Les insectes fossiles des terrains oligocènes de France 473 p., 17 fig., 7 cartes,13 tables, 29 planches hors texte », Bulletin Mensuel de la Société des Sciences de Nancy et Mémoires de la Société des sciences de Nancy, Imprimerie G. Thomas,‎ 1937, p. 1-473 (ISSN 1155-1119 et 2263-6439, OCLC 786027547). .